# Lista procesorów Athlon XP
Athlon XP to seria mikroprocesorów firmy AMD. Ten artykuł ma charakter zbiorczy i przedstawia charakterystyki należących tej serii procesorów.

## Procesory typu desktop

### Athlon XP "Palomino" (Model 6, 180nm)
- CPU-ID: 6-6-0

| Model           | Częstotliwość | L2 Cache | FSB     | Mnożnik | Napięcie | TDP1)  | W sprzedaży od      | Numer katalogowy |
| --------------- | ------------- | -------- | ------- | ------- | -------- | ------ | ------------------- | ---------------- |
| Athlon XP 1500+ | 1333 MHz      | 256 KB   | 133 MHz | 10x     | 1,75 V   | 60,0 W | 9 października 2001 | AX1500DMT3C      |
| Athlon XP 1600+ | 1400 MHz      | 256 KB   | 133 MHz | 10,5x   | 1,75 V   | 62,8 W | 9 października 2001 | AX1600DMT3C      |
| Athlon XP 1700+ | 1467 MHz      | 256 KB   | 133 MHz | 11x     | 1,75 V   | 64,0 W | 9 października 2001 | AX1700DMT3C      |
| Athlon XP 1800+ | 1533 MHz      | 256 KB   | 133 MHz | 11,5x   | 1,75 V   | 66,0 W | 9 października 2001 | AX1800DMT3C      |
| Athlon XP 1900+ | 1600 MHz      | 256 KB   | 133 MHz | 12x     | 1,75 V   | 68,0 W | 5 listopada 2001    | AX1900DMT3C      |
| Athlon XP 2000+ | 1667 MHz      | 256 KB   | 133 MHz | 12,5x   | 1,75 V   | 70,0 W | 7 stycznia 2002     | AX2000DMT3C      |
| Athlon XP 2100+ | 1733 MHz      | 256 KB   | 133 MHz | 13x     | 1,75 V   | 72,0 W | 13 marca 2002       | AX2100DMT3C      |

### Athlon XP "Thoroughbred A/B" (Model 8, 130nm)
- CPU-ID: 6-8-0 (A), 6-8-1 (B)

| Model              | Częstotliwość | L2 Cache | FSB     | Mnożnik | Napięcie | TDP          | W sprzedaży od | Numer katalogowy |
| ------------------ | ------------- | -------- | ------- | ------- | -------- | ------------ | -------------- | ---------------- |
| Athlon XP 1600+    | 1400 MHz      | 256 KB   | 133 MHz | 10,5x   | 1,60 V   | 48,5 W (B)   |                | AXDA1600DUT3C    |
| Athlon XP 1700+    | 1467 MHz      | 256 KB   | 133 MHz | 11x     | 1,50 V   | 49,5 W (A/B) |                | AXDA1700DLT3C    |
| Athlon XP 1700+    | 1467 MHz      | 256 KB   | 133 MHz | 11x     | 1,60 V   | 49,5 W (B)   |                | AXDA1700DUT3C    |
| Athlon XP 1800+    | 1533 MHz      | 256 KB   | 133 MHz | 11,5x   | 1,50 V   | 51,0 W (A/B) |                | AXDA1800DLT3C    |
| Athlon XP 1800+    | 1533 MHz      | 256 KB   | 133 MHz | 11,5x   | 1,60 V   | 51,0 W (B)   |                | AXDA1800DUT3C    |
| Athlon XP 1900+    | 1600 MHz      | 256 KB   | 133 MHz | 12x     | 1,50 V   | 52,5 W (A)   |                | AXDA1900DLT3C    |
| Athlon XP 2000+    | 1667 MHz      | 256 KB   | 133 MHz | 12,5x   | 1,60 V   | 60,3 W (A/B) |                | AXDA2000DUT3C    |
| Athlon XP 2000+    | 1667 MHz      | 256 KB   | 133 MHz | 12,5x   | 1,65 V   | 60,3 W (A)   |                | AXDA2000DKT3C    |
| Athlon XP 2100+    | 1733 MHz      | 256 KB   | 133 MHz | 13x     | 1,60 V   | 62,1 W (A/B) |                | AXDA2100DUT3C    |
| Athlon XP 2200+    | 1800 MHz      | 256 KB   | 133 MHz | 13,5x   | 1,60 V   | 62,8 W (A/B) |                | AXDA2200DUV3C    |
| Athlon XP 2200+    | 1800 MHz      | 256 KB   | 133 MHz | 13,5x   | 1,65 V   | 67,9 W (A)   |                | AXDA2200DKV3C    |
| Athlon XP 2400+    | 2000 MHz      | 256 KB   | 133 MHz | 15x     | 1,65 V   | 68,3 W (B)   |                | AXDA2400DKV3C    |
| Athlon XP 2600+    | 2133 MHz      | 256 KB   | 133 MHz | 16x     | 1,65 V   | 68,3 W (B)   |                | AXDA2600DKV3C    |
| Athlon XP 2600+    | 2083 MHz      | 256 KB   | 166 MHz | 12,5x   | 1,65 V   | 68,3 W (B)   |                | AXDA2600DKV3D    |
| Athlon XP 2700+    | 2167 MHz      | 256 KB   | 166 MHz | 13x     | 1,65 V   | 68,3 W (B)   |                | AXDA2700DKV3D    |
| Athlon XP 2800+ 2) | 2250 MHz      | 256 KB   | 166 MHz | 13,5x   | 1,65 V   | 68,3 W (B)   |                | AXDA2800DKV3D    |

### Athlon XP "Thorton" (Model 10, 130nm)
- CPU-ID: 6-10-0

| Model              | Częstotliwość | L2 Cache | FSB     | Mnożnik | Napięcie | TDP    | W sprzedaży od | Numer katalogowy |
| ------------------ | ------------- | -------- | ------- | ------- | -------- | ------ | -------------- | ---------------- |
| Athlon XP 2000+    | 1667 MHz      | 256 KB   | 133 MHz | 12,5x   | 1,50 V   | 60,3 W |                | AXDC2000DLT3C    |
| Athlon XP 2000+    | 1667 MHz      | 256 KB   | 133 MHz | 12,5x   | 1,60 V   | 60,3 W |                | AXDC2000DUT3C    |
| Athlon XP 2200+    | 1800 MHz      | 256 KB   | 133 MHz | 13,5x   | 1,50 V   | 62,8 W |                | AXDC2200DLV3C    |
| Athlon XP 2200+    | 1800 MHz      | 256 KB   | 133 MHz | 13,5x   | 1,60 V   | 62,8 W |                | AXDC2200DUV3C    |
| Athlon XP 2400+    | 2013 MHz      | 256 KB   | 133 MHz | 15x     | 1,65 V   | 68,3 W |                | AXDC2400DKV3C    |
| Athlon XP 3100+ 4) | 2200 MHz      | 256 KB   | 200 MHz | 11x     | 1,65 V   |        |                | AXDC3100DKV3E    |

### Athlon XP "Barton" (Model 10, 130nm)
- CPU-ID: 6-10-0

| Model              | Częstotliwość | L2 Cache | FSB     | Mnożnik | Napięcie | TDP    | W sprzedaży od | Numer katalogowy |
| ------------------ | ------------- | -------- | ------- | ------- | -------- | ------ | -------------- | ---------------- |
| Athlon XP 2500+    | 1833 MHz      | 512 KB   | 166 MHz | 11x     | 1,65 V   | 68,3 W |                | AXDA2500DKV4D    |
| Athlon XP 2600+    | 1917 MHz      | 512 KB   | 166 MHz | 11,5x   | 1,65 V   | 68,3 W |                | AXDA2600DKV4D    |
| Athlon XP 2800+    | 2083 MHz      | 512 KB   | 166 MHz | 12,5x   | 1,65 V   | 68,3 W |                | AXDA2800DKV4D    |
| Athlon XP 2900+ 2) | 2000 MHz      | 512 KB   | 200 MHz | 10x     | 1,65 V   | 68,3 W |                | AXDA2900DKV4E    |
| Athlon XP 3000+    | 2167 MHz      | 512 KB   | 166 MHz | 13x     | 1,65 V   | 74,3 W | 9 lutego 2003  | AXDA3000DKV4D    |
| Athlon XP 3000+    | 2100 MHz      | 512 KB   | 200 MHz | 10,5x   | 1,65 V   | 68,3 W |                | AXDA3000DKV4E    |
| Athlon XP 3200+    | 2200 MHz      | 512 KB   | 200 MHz | 11x     | 1,65 V   | 76,8 W |                | AXDA3200DKV4E    |
| Athlon XP 3200+ 3) | 2333 MHz      | 512 KB   | 166 MHz | 14x     | 1,65 V   | 79,2 W |                | AXDA3200DKV4D    |
| Athlon XP 3200+    | 2200 MHz      | 512 KB   | 200 MHz | 11x     | 1,75 V   | 76,8 W |                | AMDA3200DMT4E    |

1 - Thermal Design Power.

2 - Dostarczono minimalną ilość.

3 - Używane tylko w komputerach Hewlett Packard.

4 - Zawyżone oznaczenie! Używane w komputerach Hewlett Packard.

## Procesory mobilne

### AMD Athlon XP-M Models (Mainstream)
| Model             | Częstotliwość | L2 Cache | FSB     | Mnożnik | Napięcie | Jądro        | W sprzedaży od    | Numer katalogowy |
| ----------------- | ------------- | -------- | ------- | ------- | -------- | ------------ | ----------------- | ---------------- |
| Athlon XP-M 1400+ | 1200 MHz      | 256 KB   | 100 MHz | 12x     | 1.3V     | Thoroughbred | 17 kwietnia 2002  | AXMS1400FWS3B    |
| Athlon XP-M 1500+ | 1333 MHz      | 256 KB   | 100 MHz | 13x     | 1.3V     | Thoroughbred | 17 kwietnia 2002  | AXMS1500FWS3B    |
| Athlon XP-M 1600+ | 1400 MHz      | 256 KB   | 100 MHz | 14x     | 1.3V     | Thoroughbred | 10 czerwca 2002   | AXMS1600FWS3B    |
| Athlon XP-M 1700+ | 1467 MHz      | 256 KB   | 133 MHz | 11x     |          | Thoroughbred | 10 czerwca 2002   |                  |
| Athlon XP-M 1800+ | 1533 MHz      | 256 KB   | 133 MHz | 11,5x   | 1,45 V   | Thoroughbred | 15 lipca 2002     | AXMH1800FQQ3C    |
| Athlon XP-M 1900+ | 1600 MHz      | 256 KB   | 133 MHz | 12x     |          | Thoroughbred | 24 września 2002  |                  |
| Athlon XP-M 2000+ | 1667 MHz      | 256 KB   | 133 MHz | 12,5x   |          | Thoroughbred | 24 września 2002  |                  |
| Athlon XP-M 2200+ | 1800 MHz      | 256 KB   | 133 MHz | 13,5x   | 1,45 V   | Thoroughbred | 11 listopada 2002 | AXMH2200FQQ3C    |
| Athlon XP-M 2400+ | 2000 MHz      | 256 KB   | 133 MHz | 15x     | 1,65 V   | Thoroughbred | 12 marca 2003     | AXMA2400FKT3C    |
| Athlon XP-M 2400+ | 1800 MHz      | 512 KB   | 133 MHz | 13,5x   | 1,45 V   | Barton       |                   | AXMH2400FQQ4C    |
| Athlon XP-M 2400+ | 1800 MHz      | 512 KB   | 133 MHz | 13,5x   | 1,35 V   | Barton       |                   | AXMD2400FJQ4C    |
| Athlon XP-M 2500+ |               | 256 KB   | 133 MHz |         |          | Thoroughbred | 12 marca 2003     |                  |
| Athlon XP-M 2500+ | 1867 MHz      | 512 KB   | 133 MHz | 14x     | 1,45 V   | Barton       |                   | AXMH2500FQQ4C    |
| Athlon XP-M 2600+ | 2133 MHz      | 256 KB   | 133 MHz | 16x     | 1,65 V   | Thoroughbred | 2003              | AXMA2600FKT3C    |
| Athlon XP-M 2600+ | 2000 MHz      | 512 KB   | 133 MHz | 15x     | 1,45 V   | Barton       |                   | AXMG2600FQQ4C    |
| Athlon XP-M 3000+ |               | 256 KB   | 133 MHz |         |          | Thoroughbred | 2004              |                  |

### AMD Athlon XP-M Models (Desktop Replacement)
| Model             | Częstotliwość | L2 Cache | FSB     | Mnożnik | Napięcie | Jądro        | W sprzedaży od    | Numer katalogowy |
| ----------------- | ------------- | -------- | ------- | ------- | -------- | ------------ | ----------------- | ---------------- |
| Athlon XP-M 1500+ | 1333 MHz      | 256 KB   | 133 MHz | 10x     |          | Thoroughbred | 11 listopada 2002 |                  |
| Athlon XP-M 1600+ | 1400 MHz      | 256 KB   | 133 MHz | 10,5x   |          | Thoroughbred | 11 listopada 2002 |                  |
| Athlon XP-M 1700+ | 1467 MHz      | 256 KB   | 133 MHz | 11x     |          | Thoroughbred | 11 listopada 2002 |                  |
| Athlon XP-M 1800+ | 1533 MHz      | 256 KB   | 133 MHz | 11,5x   |          | Thoroughbred | 11 listopada 2002 |                  |
| Athlon XP-M 1900+ | 1600 MHz      | 256 KB   | 133 MHz | 12x     |          | Thoroughbred | 11 listopada 2002 |                  |
| Athlon XP-M 2000+ | 1667 MHz      | 256 KB   | 133 MHz | 12,5x   |          | Thoroughbred | 12 marca 2003     |                  |
| Athlon XP-M 2200+ | 1800 MHz      | 256 KB   | 133 MHz | 13,5x   |          | Thoroughbred | 12 marca 2003     |                  |
| Athlon XP-M 2400+ | 2000 MHz      | 256 KB   | 133 MHz | 15x     |          | Thoroughbred | 12 marca 2003     | AXDA2400DLT3C    |
| Athlon XP-M 2500+ |               | 256 KB   | 133 MHz |         |          | Thoroughbred | 2003              | AXMA2500FKT4C    |
| Athlon XP-M 2600+ |               | 256 KB   | 133 MHz |         |          | Thoroughbred | 12 marca 2003     |                  |
| Athlon XP-M 2800+ | 2133 MHz      | 512 KB   | 133 MHz | 16x     |          | Barton       | 7 czerwca 2003    | AXMA2800FKT4C    |
| Athlon XP-M 3000+ | 2200 MHz      | 512 KB   | 133 MHz | 16,5x   | 1,65 V   | Barton       | 2003              | AXMA3000FKT4C    |